# Andy Yorke
Andy Yorke, né le 10 janvier 1972 à St Andrews, en Écosse, est un compositeur, chanteur et musicien britannique. Il est connu pour être le frère de Thom Yorke le chanteur de Radiohead. 

## Biographie
Il est le frère cadet de Thom Yorke, leader du groupe Radiohead. Passionné par la Russie et sa langue, il fut traducteur pour Greenpeace. Il fut le compositeur, chanteur et guitariste du groupe Unbelievable Truth. Andy Yorke a acquis sa popularité avec la sortie de l'album Almost Here en 1998. Après 2000, il s'éloigne de la musique et retrouve ses premières études. Sept ans après la disparition de son groupe, il revient avec un album solo intitulé Simple, sorti en 2008.

## Album
Le 1er album solo d'Andy Yorke, intitulé Simple, est sorti le 14 juillet 2008, accompagné d'un lancement à Londres. Tournée britannique à l'automne.

## Single
Rise And Fall, premier single issu de l'album Simple.